# 蒼き狼と白き牝鹿・ジンギスカン
『蒼き狼と白き牝鹿・ジンギスカン』（あおきおおかみとしろきめじか・ジンギスカン）は、1987年12月に日本の光栄から発売されたPC-9801用歴史シミュレーションゲーム。
チンギス・ハーンとモンゴル帝国をメインに12世紀から15世紀のユーラシア大陸を舞台とし、その統一を目指すゲームである。オルドシステムと呼ばれる子作りや血縁将軍の重要性が加味されている事などを特徴としている。
開発は光栄が行い、プロデューサーはシブサワ・コウ、音楽は同社の『三國志』（1985年）、『信長の野望・全国版』（1986年）などを手掛けた菅野よう子が担当している
『蒼き狼と白き牝鹿シリーズ』は、1985年5月15日にPC-9801用ソフト『蒼き狼と白き牝鹿』（サブタイトル無し）というタイトルで発売されたものが第1作である。本項で記述される『蒼き狼と白き牝鹿・ジンギスカン』（以下『ジンギスカン』と略す）は厳密にはシリーズ2作目となる。本項目では初代と第2作とをまとめて扱う。なお、1作目と2作目の違いについては#リニューアルにて後述するが、特記無き場合ば2作目『ジンギスカン』の内容に従って記述する。
『ジンギスカン』は、日本国内において各種パソコンやファミリーコンピュータに移植された他、欧米においてPC/AT互換機やAmigaなどの機種に移植された。MSXではMSX1版とMSX2版が別々に発売された。Windowsでは、2005年にコーエー定番シリーズの一つとして復刻版が発売されている。これは、もとは2003年に発売されたコーエー25周年記念パックのVol.3に収録されていたものを単独で発売したものである。2007年には携帯電話ゲームとして配信された他、2016年にはSteamにてダウンロード販売が行われた。

## 概要
本作では、オルドシステムでの子作りや絶対に裏切らない血縁将軍の重要性（非血縁将軍は反乱を起こしたり他国に寝返る可能性を持っている。本作には「忠誠」という要素がなく、これらを未然に防ぐことは不可能である。）などが搭載され、「蒼き狼と白き牝鹿」シリーズの基本方針が定まった作品である。
さらに人材捜索など、のちに『三國志』で重要になるシステムも初搭載されているが、本作では1国につき1人の将軍しか配置できず、発見される在野の人材の能力も概して高いものではない。
選択できる国王が49 - 59歳と異例の高齢者ばかりなので、後継者への引継ぎが前提とされているのも珍しいといえる（もちろん、後継なしに初期国王1代での世界制覇も十分可能である。ちなみに国王が71歳以上になると寿命による死の可能性がある）。
選択できる国王が4人と少ないため、「統一」「滅亡」に合わせて、国ごとに独自のエンディングのグラフィックがある。
戦闘シーンが凝っていることも特徴の1つとして挙げることができ、マップは横16 * 縦10ヘックスで構成。「山」「砂漠」「海」などの難地を行軍すると、兵士が次々「脱落（減少）」してゆく。また、「弓矢隊」の間接攻撃、「歩兵隊」の伏兵などといった攻撃バリエーションや、森では「狩猟」による兵糧調達も出来る。こういった特徴のため、「防衛側」がかなり有利で、「歴史三部作」中、もっとも難易度が高いともいわれた。

## ゲーム内容

### コマンド
本作では、1年は春夏秋冬の4ターン。各ターンに本拠地では3回のコマンドを連続で実行でき、直轄地に指定している国では1回のコマンドを実行できる。コマンドを実行するたびに統率力・判断力・説得力・企画力・体力・武力といった、国王の各能力値を消費することになっている。能力値の消費は、本拠地だけではなく、直轄地での命令でも消費することになる。したがって、こまめな自己訓練でこれらの能力の回復などを行う必要があるとともに、（血縁）将軍に国を委任統治させる必要も出てくる。
本作が、当時の他のコーエーの歴史シミュレーションゲーム作品と最も異なる点は内政の概念である。他のシリーズでは「開墾」「投資」などのコマンドがあり、それを選択しない限り、国力は上昇しないが、本作品では住民を「町造り」「城造り」「食料作り」「特産品作り」に配分するだけで自動的に基本的な国力が向上していく。住民配分システムは、次の『元朝秘史』にも継承された。また、住民配分の中には兵士も含まれるため、全ての住民を兵士にしたり、逆に兵士を0にして全て内政関係に振り分けることもでき、さらに金銭で傭兵を雇い、それを内政に回すなど、柔軟な国家運営が行える。

### 通商
上述の通り、本作では各国で「特産品」を生産することができる。これは「毛皮」、「貴金属」、「絹」など10種類あり、各国で産出するものが異なっており、基礎的な価格も異なっている。これらを売買する相手である商人はウイグル商人、イスラム商人、中国商人の3種類。それぞれ基本相場が違うため、中国商人から買った絹は倍額程度で売却が可能、など、うまく使えば大もうけが可能であるが、商人は常駐している訳ではなくその滞在確率は各国によって異なり、イギリスで中国商人と取引できる機会は限られ、日本でイスラム商人と出会えることも、やはり比較的希である。ハンドブックに曰く「絹の道」（シルクロード）である。

### 戦闘
『ジンギスカン』の戦闘シーンは横16 * 縦10マスからなる、ヘックスで構成された戦場マップで戦われる。部隊は機動力は高い騎馬、遠距離攻撃の可能な弓矢、伏兵の可能な歩兵の3種類。ヘックスは城、町、平地のほか山、森、砂漠、海と言った地形が存在し、城・町・山・森についてはそのヘックスにいるユニットに平地と比較してプラスの防御効果がもたらされ戦闘が有利になるが、砂漠と海については逆にマイナスの防御効果がもたらされ、不利となる。さらに騎馬は森と山も苦手としており、防御効果はマイナスとなっている。また山、森、砂漠、海についてはこれに進入したとき、部隊の兵士が脱落し、損害を被る。ただし守備側は全体的に脱落の度合いが少なく、森に関しては兵士が脱落する心配はなくなっている。また、部隊編成は基本的に平時において事前に行っておくべきものであるが、同種の兵については戦闘中に任意に分散・合流も可能となっている。

#### 一騎打ち
本ゲームでは第1部隊を総大将が率いているが、双方の第1部隊が隣接すると「一騎打ち」の可能性がある。どちらかの第1部隊が一騎打ちを申し込み、相手方が受諾すれば総大将同士の一騎打ちが成立し、双方の総大将の「武力」・「体力」・「判断力」で勝敗が自動判定で争われる（ただし申し込んだ側には判定にある程度のハンデが課される）。一騎打ちを申し込まれた側は総大将の「説得力」が敵将を大きく上回っていれば一騎打ちを断ることができるが、「武力」と「統率力」が半減してしまう上、兵士の20%が敵側に寝返ってしまう。。
決着はいずれかの総大将が捕縛される場合と打ち負かされるだけの場合があり、総大将が捕縛された側はそれまでの戦況に関係なくその時点で戦争そのものの敗北となる。打ち負かされた場合は即敗北とはならないものの兵士の20%が敵側に寝返ってしまう。
このため一騎打ちは非常にハイリスク・ハイリターンな作戦である。一騎打ちの申し込みは双方ともに1度の戦争中に1回しかできず、プレイヤー側から申し込む場合、相対的にプレイヤー側総大将が強すぎると一騎打ちを断られたり、「弱すぎて相手になりません」とメッセージが表示されて一騎打ちが申し込めないようになっている。

#### 工作
その他「降伏勧告」、隣接する味方国に助けを求める「援軍要求」、町から物資を得る「略奪」、森で食料を調達する「狩猟」、そして「退却」と言った「工作」が行える。

## 設定

### シナリオ
『ジンギスカン』のシナリオは「モンゴル編（1174年冬スタート。コマンド開始は1175年春から）」と「世界編（1205年冬スタート。コマンド開始は1206年春から）」の2本である。選択できる主人公はモンゴル編がテムジン（ジンギスカンの本名）（モンゴル族）のみで1人プレイ専用、世界編ではジンギスカン（モンゴル帝国）、源頼朝（日本）、アレクシオス（ビザンツ帝国）、リチャード1世（イングランド）の4人を選択することができ、4人同時プレイが可能である。また初期設定としてそれぞれに后1名、子供4名、将軍候補4名が付けられている。
- 史実上は源頼朝・リチャード1世はシナリオ開始の1205年にはすでに死亡しており、アレクシオスは存命ではあるがビザンツ帝国（アンゲロス王朝）は滅亡している。これは世界史に馴染みの薄いユーザーに配慮し、史実とは違っていても比較的有名な人物・国家を選んだための設定と思われる[* 8]（選択不可能な国王では、サラディン（アイユーブ朝）も同様の事例である）。ちなみに1205年は史実上でジンギスカンがモンゴル高原を統一したとされる年である。

モンゴル編を1205年冬までにクリアした場合、金・食料・住民・特産品総数の10分の1と将軍候補（従属国統治を行っていない将軍）5人、子供5人、全ての后を持ち越して世界編をプレイすることができる（キャンペーン・プレイ）。その場合、プレーヤーはジンギスカンとしてプレイを継続することになる。モンゴル編クリアの年代にかかわらず世界編のスタートは1205年冬からとなる。
このように『ジンギスカン』では2本のシナリオがあるが、初代では容量の関係のためか「世界編」はなく、「アジア編」と「ヨーロッパ編」の2つのシナリオに分けられていた。そのため、3つのシナリオをプレイすることになる 。
なお、この「一定範囲内の地域を制覇した後に更に広大な領地の制覇を目指す」という手法は、次回作『蒼き狼と白き牝鹿・元朝秘史』や無双シリーズの『戦国無双2 Empires』にも引き継がれている。

### オルド
本作は広大なユーラシア大陸の制覇を目標としており、プレイヤーの担当できる英雄の年齢が比較的高く、さらには血縁関係にない武将には常に裏切りの可能性があるという都合上、後継者作り、子作りは重要である。后を口説いて同衾し、子をもうける。これが「オルド」システムである。オルドではコマンドを実行すると、「体力」など、主人公の能力値は消耗する。少なくとも4回は同衾しないと懐妊の可能性はなく、それもあくまで可能性があるのみである。例外としてシリーズ通じてラッチという后がおり、捕虜とすると強制的にオルドに入り、絶対同衾し2回で懐妊する。
誕生した子供は、男子の場合10歳になれば将軍候補とでき、10歳を超えても子供の身分のままにしておけば国王が死亡した場合の後継者にできる。女子の場合は8歳になれば配下の将軍候補に嫁がせてその将軍候補を血縁者にすることで、その将軍候補は絶対に裏切らなくなる。
また、后には寿命の概念、後継者にはそれに代わる新しい后が登場しない仕様の為、後年になると后が近親者になってしまう事態が発生する。

## 他機種版

### 一覧
| No. | タイトル                                            | 発売日                            | 対応機種                                 | 開発元         | 発売元              | メディア                                              | 型式                | 備考                 | Ref.                        |
| --- | --------------------------------------------------- | --------------------------------- | ---------------------------------------- | -------------- | ------------------- | ----------------------------------------------------- | ------------------- | -------------------- | --------------------------- |
| 1   | 蒼き狼と白き牝鹿                                    | 1985年7月                         | PC-8801 FM-16β                           | 光栄           | 光栄                | フロッピーディスク                                    | NEKN12063           |                      |                             |
| 2   | 蒼き狼と白き牝鹿                                    | 1985年11月                        | MZ-2500                                  | 光栄           | 光栄                | フロッピーディスク                                    | SJKN12002           |                      |                             |
| 3   | 蒼き狼と白き牝鹿                                    | 1986年2月                         | MSX                                      | 光栄           | 光栄                | カセットテープ                                        | MXKN11007           |                      |                             |
| 4   | 蒼き狼と白き牝鹿                                    | 1986年3月                         | FM-7                                     | 光栄           | 光栄                | フロッピーディスク                                    | FUKN13045 FUKN13046 |                      |                             |
| 5   | 蒼き狼と白き牝鹿                                    | 1986年6月                         | X1                                       | 光栄           | 光栄                | 5インチフロッピーディスク                             | SJKN11002           |                      |                             |
| 6   | 蒼き狼と白き牝鹿・ジンギスカン                      | 1987年12月                        | PC-9801                                  | 光栄           | 光栄                | 5インチフロッピーディスク 3.5インチフロッピーディスク | NFKN14017 NHKN11016 |                      |                             |
| 7   | 蒼き狼と白き牝鹿・ジンギスカン                      | 1988年1月                         | PC-8801                                  | 光栄           | 光栄                | フロッピーディスク                                    | NEKN12067 NEKN12068 |                      |                             |
| 8   | 蒼き狼と白き牝鹿・ジンギスカン                      | 1988年5月14日                     | MSX2                                     | 光栄           | 光栄                | フロッピーディスク                                    | -                   | サウンドウェア同梱版 |                             |
| 9   | 蒼き狼と白き牝鹿・ジンギスカン                      | 1988年6月21日                     | MSX2                                     | 光栄           | 光栄                | フロッピーディスク                                    | HBJ-G080D           |                      |                             |
| 10  | 蒼き狼と白き牝鹿・ジンギスカン                      | 1988年7月                         | MSX MSX2                                 | 光栄           | 光栄                | ロムカセット                                          | MXKN11010 MXKN12006 |                      |                             |
| 11  | Genghis Khan                                        | 1988年12月 1990年                 | PC/AT互換機                              | 光栄           | 光栄 インフォグラム | フロッピーディスク                                    | -                   |                      |                             |
| 12  | 蒼き狼と白き牝鹿・ジンギスカン                      | 1989年3月10日                     | X68000                                   | 光栄           | 光栄                | 5インチフロッピーディスク                             | SJKN13003 SJKN13004 |                      |                             |
| 13  | 蒼き狼と白き牝鹿・ジンギスカン                      | 1989年4月20日 1990年3月           | ファミリーコンピュータ                   | 光栄           | 光栄                | 2メガビット+128キロRAMロムカセット                    | KOE-GX NES-GX-USA   |                      |                             |
| 14  | Genghis Khan                                        | 1991年                            | Amiga                                    | 光栄           | インフォグラム      | フロッピーディスク                                    | -                   |                      |                             |
| 15  | コーエー25周年パックVol.3                           | 2003年9月5日                      | Windows 98 - XP                          | コーエー       | コーエー            | CD-ROM                                                | -                   | PC-9801版の移植      | [ 13 ]                      |
| 16  | コーエー定番シリーズ 蒼き狼と白き牝鹿・ジンギスカン | 2005年7月29日                     | Windows 98 - XP                          | コーエー       | コーエー            | CD-ROM                                                | -                   | 廉価版               | [ 14 ] [ 15 ] [ 16 ]        |
| 17  | 蒼き狼と白き牝鹿・ジンギスカン                      | 2007年2月5日                      | FOMA900i/703iシリーズ F702iD （iアプリ） | コーエー       | コーエー            | ダウンロード                                          | -                   |                      | [ 17 ]                      |
| 18  | 蒼き狼と白き牝鹿・ジンギスカン                      | 2007年4月2日                      | Yahoo!ケータイ （S!アプリ）              | コーエー       | コーエー            | ダウンロード                                          | -                   |                      | [ 18 ]                      |
| 19  | 蒼き狼と白き牝鹿・ジンギスカン                      | 2007年6月7日                      | BREW対応機種 （EZアプリ）                | コーエー       | コーエー            | ダウンロード                                          | -                   |                      | [ 19 ] [ 20 ]               |
| 20  | シブサワ・コウ アーカイブス 蒼き狼と白き牝鹿        | INT 2016年12月13日 2016年12月14日 | Windows 7/8.1/10                         | コーエーテクモ | コーエーテクモ      | ダウンロード (Steam)                                  | -                   |                      | [ 21 ] [ 22 ] [ 23 ] [ 24 ] |
| 21  | 蒼き狼と白き牝鹿・ジンギスカン                      | INT 2017年1月25日                 | Windows 7/8.1/10                         | コーエーテクモ | コーエーテクモ      | ダウンロード (Steam)                                  | -                   |                      | [ 25 ] [ 26 ]               |

### リニューアル
1作目 『蒼き狼と白き牝鹿』と2作目『ジンギスカン』は前述の通り、全体的なゲーム展開や国家運営については大筋で同じ物ではあるが、グラフィックなどが強化されたほか、各所でリニューアルがなされている。
1作目についてはまず戦闘画面が4×4の16スクエアと比較的簡素であり、狩猟や伏兵など各種「工作」なども存在しなかった。
またシナリオについても、モンゴル編と世界編を通してのプレイしか選択できず、ジンギスカンとしてのプレイのみ可能となっていた。

### 第1作Steam版および他の第1作版との違い
2016年12月14日にSteamに第1作がリリースされる。Steam版第1作では特産品が存在せず、配下の実在将軍はジンギスカンの弟のみの登場、世界編のマップは１枚全１５国のみ、戦闘は６×４ヘックスとなっている。しかし、第1作の別バージョン（PC-9801）では特産品の生産・売買を行うことがでるなど明らかな違いが存在し、内容の異なる複数の版の存在を確認できる。FM-7版の資料ではSteam版に近い画面を確認することができる。

### 携帯電話ゲーム版
将軍の顔グラフィックは『チンギスハーン・蒼き狼と白き牝鹿IV』（1998年）のものを流用。プレイヤーとして選択可能な族長・国王がオリジナル版よりも増えている（ジャムカやフィリップ2世など）。2008年4月11日から4月21日にかけて、本作をダウンロードする事で映画『モンゴル』（2007年）の前売りチケットやポスターなどの懸賞商品が抽選で付与されるキャンペーンが行われた。

## 音楽

### サウンドウェア
ゲームの世界観を広げるため、ゲーム中のBGMを一つのメディアにまとめた音楽ソフトである「サウンドウェア」が初めて製作されたのがこの「蒼き狼と白き牝鹿 ジンギスカン」であった。当作品ではカセットテープが採用されており、通常版であるゲームソフト本体のみのバージョンとは別バージョンとしてサウンドウェア同梱版の「蒼き狼と白き牝鹿 ジンギスカン Withサウンドウェア」が発売された。通常版とWithサウンドウェア版とではパッケージの色が異なる。

### サウンドトラック
前項のWithサウンドウェア版に同梱されていたものとは異なり、後になって単品発売されたものである。
- 蒼き狼と白き牝鹿 ジンギスカン H29E-20002
- 光栄オリジナルBGM集Vol.1 歴史三部作 H27E-20007（※FM音源をそのまま使用＋グレードアップ・ヴァージョン）

## 評価
ファミリーコンピュータ版
ゲーム誌『ファミコン通信』の「クロスレビュー」では合計28点（満40点）、ゲーム誌『ファミリーコンピュータMagazine』の読者投票による「ゲーム通信簿」での評価は以下の通りとなっており、21.46点（満30点）となっている。
| 項目 | キャラクタ | 音楽 | 操作性 | 熱中度 | お買得度 | オリジナリティ | 総合  |
| 得点 | 3.81       | 3.63 | 3.46   | 3.89   | 3.02     | 3.65           | 21.46 |

## 関連商品
攻略本
蒼き狼と白き牝鹿 ジンギスカンハンドブック（1988年10月25日、光栄、ISBN 978-4906300020）